# Bełchatów
Bełchatów es una ciudad de Polonia. La misma posee una población de 62.437 habitantes (2006). Se encuentra en la zona central de Polonia en el voivodato de Łódź, a  160 km de Varsovia.
En sus proximidades se encuentra la central térmica de Bełchatów, la central termoeléctrica de carbón más grande de Europa.